# NGC 6536
NGC 6536 је спирална галаксија у сазвежђу Змај која се налази на NGC листи објеката дубоког неба.
Деклинација објекта је + 64° 56' 16" а ректасцензија 17h 57m 16,3s. Привидна величина (магнитуда) објекта NGC 6536 износи 13,4 а фотографска магнитуда 14,2. NGC 6536 је још познат и под ознакама UGC 11077, MCG 11-22-16, CGCG 322-25, KUG 1757+649, IRAS 17571+6456, PGC 61166.